# دوائر حجرية
دوائر حجرية دائرة من الأحجار وهي إحدى الشواهد الأثرية. تكثر على مسارات الطرق التجارية القديمة، بأحجام كبيرة يصل قطرها إلى 50 أو 60 متر، وارتفاع محيطها لا يزيد عن 80 سنتيمترًا. عثر على بعض منها فوق أرض مرتفعة بجدار خارجي مرتفع على قدر قامة الرجل. وضعت الرموز والإشارات في بعض هذه الدوائر من داخلها وخارجها، خاصة الصوى التي وجدت في وسطها. رصدت هذه الدوائر في عدد من مناطق السعودية كمنطقة الرياض وتبوك، وبعض منها في الأردن.

## فائدتها
احتار الرحالة والباحثون الآثاريون في معرفة الغاية من وجود هذه الدوائر ضمن الشواهد الأثرية على طرق القوافل القديمة في الجزيرة العربية. فقالوا بأنها كانت مساكن أو مدافن، أو وضعت لأمور تعبدية. أو أنها ضمن دلالات الطريق قديمًا للمسافرون.

## انظرأيضًا
- صوى
- مذيلات حجرية